# فيلقية أوكريدجية
فيلقية أوكريدجية (الاسم العلمي: Legionella oakridgensis) هي نوع من البكتيريا يتبع جنس الفيلقية من الفصيلة الفيالقية. تم عزلها لأول مرة من برج تبريد مياه صناعي وهي ممراضة.